# Mopso (figlio di Manto)
Nella mitologia greca, Mopso (Μόψος in greco antico) era un indovino, figlio di Apollo (o Racio) e di Manto, a sua volta discendente da Tiresia. È a volte confuso con il suo omonimo, figlio di Ampice e argonauta, ma si tratta in realtà di due figure distinte.
Secondo la leggenda, assieme alla madre Manto avrebbe fondato, a Claro, il Santuario dell'Oracolo di Apollo. A questo seguì un altro santuario ad Aspendo, nella regione della Panfilia e poi altri santuari in varie poleis della Cilicia, fra cui Mopsuestia, Mopsucrene e Mallo.
Racconta Strabone che Mopso regnava sulla città cilicia di Mallo, da lui fondata assieme al fratello Anfiloco. Quando quest'ultimo aveva riguadagnato la sua città natale, Mopso assunse da solo le redini del comando - prima tenuto in coreggenza -, ma dovette presto far fronte alle richieste di Anfiloco, il quale, tornato in Cilicia, chiese di essere riassociato al trono. Mopso rifiutò e, addivenuti ad un duello, gli sfidanti si uccisero a vicenda.
Dopo la morte, le ombre di Mopso e Anfiloco si unirono in amicizia, andando a costituire un oracolo che si diceva essere più veritiero di quello delfico.